# Михаил Критовул
Михаил Критовул или Критовул Имбросец (на гръцки: Μιχαήλ Κριτοβούλος, Κριτόβουλος ο Ιμβριώτης) е гръцки политик и историк от XV век.

## Биография
Роден е на остров Имброс. Той е съвременник на османския султан Мехмед II Завоевателя, и пише за него историческа книга за времето на завладяването на Константинопол през 1453 г. и първите години на управлението на султана между лятото 1453 и 1467 г.
Той пише също стихотворението Исусова молитва в чест на Св. Августин и хомилията за Страданията Христови. Султанът го назначава като гуверньор на Имброс за десет години.
Той има политически успехи. Когато венецианците завладяват Имброс, той трябва през лятото 1467 г. да напусне острова. Отива в Константинопол и пише подробно за чумата през 1467 г.

## Произведения
- Mehmet II. erobert Konstantinopel: Die ersten Regierungsjahre des Sultans Mehmet Fatih, des Eroberers von Konstantinopel (1453). Das Geschichtswerk des Kritobulos von Imbros. Diether Roderich Reinsch. Graz 1986 (=Byzantinische Geschichtsschreiber; Bd. 17).
- Critobuli Imbriotae historiae (= Corpus fontium historiae Byzantinae. Band 22). Rec. Diether Roderich Reinsch. Berolini 1983, ISBN 3-11-008969-6.
- Critobuli Imbriotae De Rebus per annos 1451-1467 a Mechemete II gestis (Kristobulos' History of Mehmed the Conqueror). Vasile Grecu, Bucharest 1963.